# Théâtre Licedei
 (décembre 2019).
Si vous disposez d'ouvrages ou d'articles de référence ou si vous connaissez des sites web de qualité traitant du thème abordé ici, merci de compléter l'article en donnant les références utiles à sa vérifiabilité et en les liant à la section « Notes et références ».

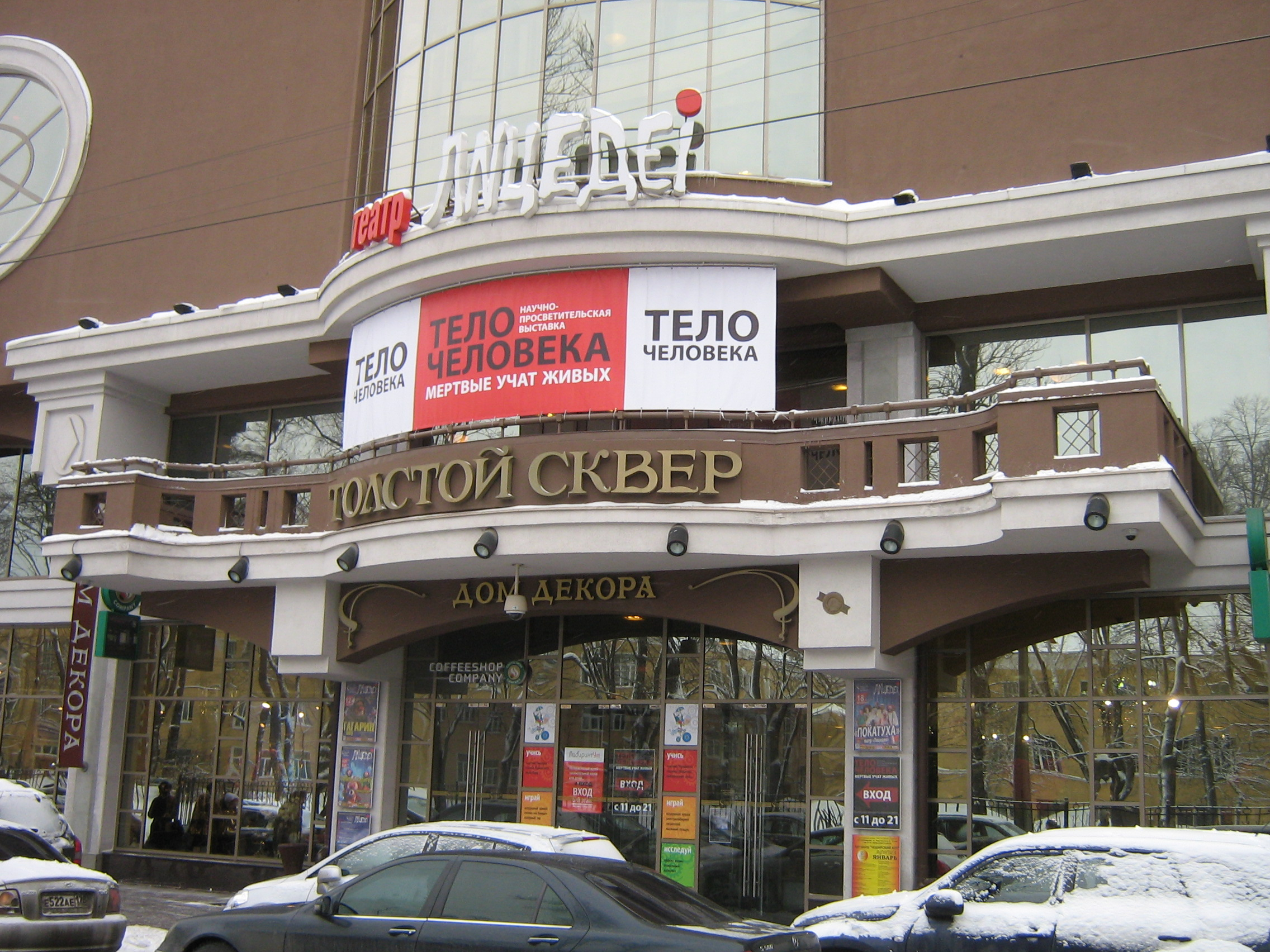
Le Théâtre Licedei à Saint-Pétersbourg en 2010.

Le Théâtre Licedei est une troupe de clowns russes créée en 1968 et qui ne travaille que par mime.

## Historique
La troupe est créée en 1968 à Léningrad par Slava Polounine en réunissant quelques clowns, dont Vladimir Olshansky.
Les sketchs qu’ils inventent sont baignés de mélodies occidentales et ne vantent pas les mérites de la grande URSS, ce qui les rend suspects aux yeux des autorités soviétiques. Néanmoins, grâce à sa ténacité, Polounine obtient un bel outil de travail : une abbaye désaffectée dans laquelle il installe une salle de répétition, des ateliers qu’il réussit à doter d’un matériel assez performant, et un petit bureau. Il y dort, il n’est pas le seul : une grande partie de son équipe y campe jour et nuit.
Des années 1970 à la chute du mur de Berlin en 1989, la troupe acquiert une notoriété mondiale. L'acteur et mime ukrainien Gueorgui Deliev y commence notamment sa carrière en 1984. 
Mal noté par les officiels, mais adulé par le public, le Théâtre Licedei est autorisé à sortir plusieurs fois d’URSS pour participer à des festivals à travers le monde, en Colombie, Chine, Allemagne, Italie, Angleterre et à Hong-Kong, avec leur spectacle Assissye Revue, qui réunit leurs meilleurs sketchs. Ils se produisent pour la première fois en France [Quand ?] au Festival d'Aurillac, invités par Michel Crespin (alors directeur) et le producteur André Gintzburger, avec un spectacle de rue Katastrophi, inspiré à l’origine par un accident d’avion, et transformé après l’explosion de Tchernobyl en une manifestation contre le danger nucléaire.
Les Licedei sont ensuite invités à Paris par Madona Bouglione dans le cadre de sa programmation "L'année de tous les clowns" saison 1990-1991 au Théâtre Le Ranelagh qu'elle dirige alors (de 1986 à 2006). Sont également présents Bob Berky, Gardi Hutter, Howard Buten "Buffo", les Macloma, etc.
Peu avant la chute du mur de Berlin (9 novembre 1989), le Théâtre Licedei est l’instigateur de la Mir Caravan (Caravane de la Paix), qui va de mai à septembre de Saint-Pétersbourg à Blois. Il est accompagné par le Teatro Nucleo de Ferrare en Italie, le Footsbarn Theatre, le Théâtre des Provinces du Monde de Nicolas Peskine, et par beaucoup de jeunes groupes qui les rejoignent en cours de route. Les deux temps forts sont l’escale à Berlin, côté ouest de la Porte de Brandebourg, et l’accueil à Paris au Jardin des Tuileries. Après la disparition de l’Union soviétique, le groupe se disloque, plusieurs de ses membres ressentant le besoin d’autres expériences, rejoignant par exemple le Cirque du Soleil ou menant une carrière mondiale en solo, à l’instar du fondateur, Slava Polounine, qui crée son spectacle Slava Snowshow.
Ceux qui choisissent de rester en Russie décident de se renouveler. Les « 4 anciens » (Anvar, Robert, Anna et Victor) font appel à de jeunes artistes (Marina Mahaeva, Olga Eliseeva, Yulia Sergeeva, Elena Sadkova, Alexander Gusarov et Kasjan Ryvkin) qui insufflent au "Théâtre Licedei" une nouvelle vitalité tout en restant fidèle à ce qui avait fait, 60 ans avant, le succès national et international de cette troupe de clowns sans masque ni nez rouge.